# Lucio Ceccarini
Lucio Ceccarini (ur. 13 grudnia 1930 w Rzymie, zm. 14 lipca 2009 tamże) – włoski piłkarz wodny, brązowy medalista olimpijski z Helsinek.
Wraz z kolegami zdobył brązowy medal na Letnich Igrzyskach Olimpijskich 1952 w Helsinkach. Zagrał tam w jednym meczu.